# Бушнер, Георг
Георг Бушнер (нем. Georg Buschner; 26 декабря 1925, Гера, Тюрингия — 12 февраля 2007, Йена, Тюрингия) — немецкий футболист и тренер сборной ГДР.
Игрок клуба «Мотор» (Йена) и национальной сборной ГДР.

## Биография
Георг родился в обычной семье рабочего в городе Гера. В 10 лет он уже начал играть за молодёжную команду СВ-Гера.
В 1944 году вступил в Национал-социалистическую немецкую рабочую партию.
После Второй мировой войны до 1947 года работает строителем на стройке.
С 1947 переезжает в Йену, где учится в Йенском университете и выступает за команду университета по футболу. Там его заметили скауты «Мотор (Йена)». В 1952—1958 годах за «Мотор» он вышел на поле 61 раз.
В 1954 году его пригласили в Сборную ГДР на позицию защитника. Карьера футболиста Георга Бушнера закончилась в 1958 году. И началась ещё более насыщенная карьера тренера. В 1958—1970 годах Бушнер работал главным тренером в родном «Моторе».
В 1970 году Бушнер занял пост главного тренера Сборной ГДР. Самым большим успехом в его работе считается победа над Сборной Германии по футболу со счётом 1:0 на чемпионате мира по футболу в 1974 году. После непопадания на чемпионат мира 1982 года Георга Бушнера уволили с поста главного тренера. За свои заслуги Георг Бушнер удостоился ордена «За заслуги перед Отечеством». В последние годы жизни Бушнер много путешествовал по миру с женой. Умер от рака простаты.